# دالان زنگزور

آذربایجان و ترکیه از پایان جنگ قره باغ کوهستانی در سال ۲۰۲۰، مفهوم «دالان زنگزور» را ترویج می‌کنند که در صورت اجرا، جمهوری آذربایجان را از طریق استان سیونیک ارمنستان به نخجوان و ترکیه را به بقیه جهان ترکی متصل می‌کند.

دالان زنگزور، مفهومی در توصیف یک دالان ترابری است که در صورت اجرا به آذربایجان دسترسی بلامانع به جمهوری خودمختار نخجوان از طریق استان سیونیک ارمنستان بدون پست‌های بازرسی ارمنستانمی‌دهد. این کار باعث قطع دائم مرزهای ایران و ارمنستان می‌شود. به معنای وسیع، دالانی جغراسیاسی است که استان آذربایجان شرقی در ایران را از مسیر ترانزیت ترکیه به باکو حذف می‌کند. این مفهوم از زمان پایان جنگ قره باغ کوهستانی در سال ۲۰۲۰ به‌طور فزاینده ای توسط آذربایجان و ترکیه ترویج شده است، در حالی که ارمنستان پیوسته با آن مخالفت کرده و اظهار می‌دارد که «منطق کریدور» از بیانیه آتش‌بس که به صورت سه جانبه در پایان آن جنگ امضا شد، منحرف است و این که نوعی پروپاگاندا است.
اصطلاحات، مسیرهای بالقوه و شیوه‌های ارتباط حمل‌ونقلی از آن زمان به بعد بین آذربایجان و ارمنستان که همچنان محاصره متقابلی را علیه یکدیگر حفظ می‌کنند محل مناقشه بوده‌اند. آذربایجان پروژه‌های ساختمانی را در قلمروی خود آغاز کرده و آنها را به عنوان بخشی از اجرای به اصطلاح "دالان زنگزور  " معرفی کرده و تهدید کرده است که اگر ارمنستان آن را نخواهد، آذربایجان "به زور در مورد آن تصمیم می‌گیرد".
در جریان مذاکرات سه جانبه سال ۲۰۲۱، ارمنستان تمایل خود را برای مشارکت در بازسازی خطوط راه‌آهن دوران شوروی که از لحاظ تاریخی آذربایجان و نخجوان را به هم متصل می‌کرد، ابراز کرد که آذربایجان آن را به عنوان رضایت ارمنستان از «دالان زنگزور» تفسیر کرد. به گفته روسیه، طرف ثالث، آنچه مورد بحث است رفع انسداد ارتباطات منطقه ای است و نه ایجاد یک «دالان».
ناظران مختلف در مورد «دالان زنگزور» اظهار نظر کرده‌اند و پیامدهای سیاسی استفاده از این واژه و تأثیرات آن در صورت اجرا را تحلیل کرده‌اند، برخی این مفهوم را برنامه‌ای پان ترکیستی توصیف می‌کنند، که برگرفته از بازپیوندخواهی است، و برخی دیگر بر این تأکید می‌کنند که این که دالان راه حلی برای محاصره است یک جنبه کلیدی آن است. 
بر اساس توافقنامه صلح ۱۴۰۴ که بین ارمنستان و آذربایجان امضاء شد، ایالات متحده در آینده مسئولیت کنترل و توسعه کریدوری بین این دو کشور را بر عهده خواهد گرفت و بر آن تسلط خواهد داشت. این کریدور «دالان ترامپ» نامیده خواهد شد.

## زمینه تاریخی

### سرنگونی امپراتوری روسیه
زنگزور نام بخشی بود ایجاد شده در سال ۱۸۶۸ توسط امپراتوری روسیه در ناحیه یلیزاوتپول، که منطقه ای را امروزه بخش جنوبی ارمنستان است را در بر می‌گیرد. ناحیه سیونیک، نام ارمنی، لفظ قدیمی تر است که به دوران باستان بر می‌گردد (همچنین ملاحظه کنید؛ سیونیک (ایالت تاریخی)). منطقه سیونیک/زنگزور بین جمهوری‌های اول ارمنستان و آذربایجان و در جنگ ارمنستان–جمهوری آذربایجان در پی سرنگونی امپراتوری روسیه مورد مناقشه بود. در سال ۱۹۱۹ بریتانیا حاکمیت آذربایجان بر این سرزمین را تأیید کرد ولی مقاومت ارمنی‌ها در برابر فشار نظامی دوام آورد تا این که این دو جمهوری در اتحاد شوروی ادغام شدند.

### دوره شوروی و مناقشه قره باغ کوهستانی

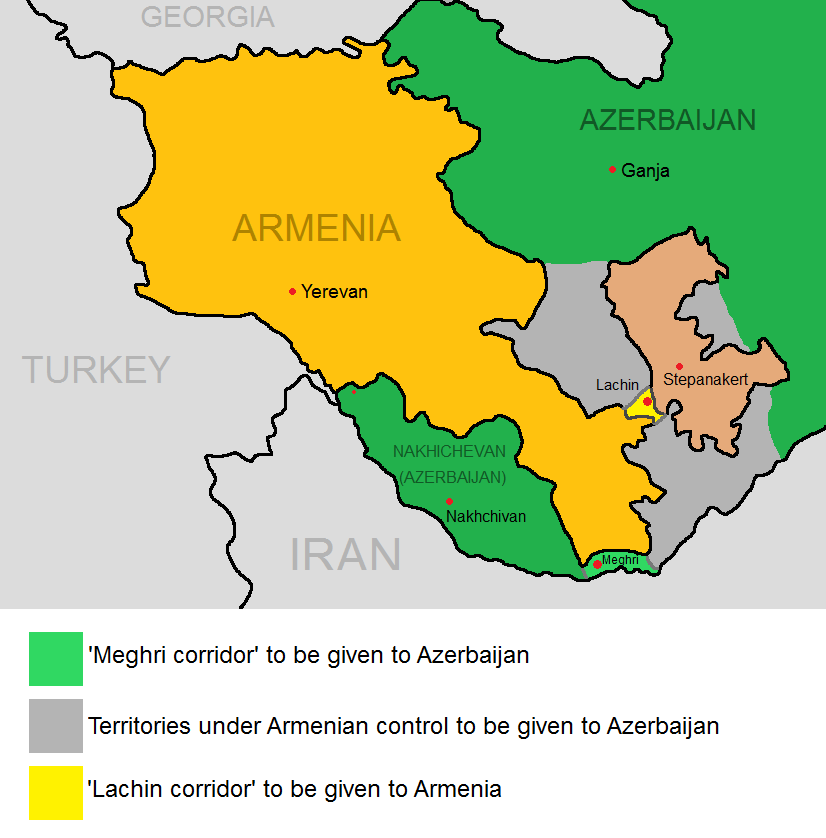
نقشه پیشنهاد تبادل ارضی آذربایجان به ارمنستان در سال ۲۰۰۲. با رنگ سبز روشن در پایین استان سیونیک ارمنستان، «کریدور مغری» پیشنهاد شده است که قرار بود سرزمین اصلی آذربایجان را به نخجوان متصل کند.

در زمان اتحاد جماهیر شوروی، دو اتصال راه‌آهن برای اتصال جمهوری خودمختار نخجوان شوروی به قلمرو اصلی آذربایجان شوروی استفاده می‌شد. خط کوتاه‌تری که از منطقه سیونیک (جنوبی‌ترین استان ارمنستان) عبور می‌کرد، ابتدا در سال ۱۹۴۱ ساخته شد، در حالی که خط ایروان - ایجوان - قزاکس که شمالی تر است، در دهه ۱۹۸۰ به عنوان یک مسیر جایگزین ساخته شد و ایروان را به باکو و روسیه متصل می‌کرد. . هر دو خط از سال ۱۹۹۲ به دلیل درگیری قره باغ متروکه شدند.
از سال ۱۹۸۹، آذربایجان، در مقابل محاصره نخجوان توسط ارمنستان حمل و نقل مواد به ارمنستان و قره باغ را مسدود کرده است. نخجوان به‌طور قابل توجهی از محاصره اقتصادی توسط ارمنستان آسیب دیده است، همان‌طور که ارمنستان محصور در خشکی از محاصره اقتصادی تحمیل شده توسط آذربایجان و متحدش ترکیه رنج برد. ارتباط هوایی و زمینی بین آذربایجان و جمهوری خودمختار نخجوان باید از طریق خاک ترکیه یا ایران برقرار می‌شده است.
در سال ۱۹۹۲، ترکیه از «مفهوم دالان دوگانه» حمایت کرد که اولین بار توسط پل گوبل معرفی شد و مبادله ارضی بین ارمنستان و آذربایجان را پیشنهاد کرد. بر اساس این پیشنهاد، آذربایجان از قره باغ کوهستانی که به ارمنستان متصل می‌شود صرف نظر می‌کند. در ازای آن، ارمنستان کریدور جنوبی زنگزور را به آذربایجان تحویل می‌دهد که نخجوان را به آذربایجان متصل می‌کند.
در سال ۲۰۰۱ و ۲۰۰۲، آذربایجان و ارمنستان توافقنامه ای را در مورد پیشنهاد صلح «مبادله اراضی» مورد بحث قرار دادند که در آن آذربایجان حق حاکمیت بر قره باغ کوهستانی (از جمله دالان لاچین را که جنوب ارمنستان را به آرتساخ متصل می‌کرد و عملاً تحت کنترل ارتش دفاع آرتساخ بود اما در آن نقطه به صورت رسمی در آذربایجان قرار داشت) را در ازای واگذاری حاکمیت ارمنستان بر کریدور مگری به آذربایجان، به ارمنستان واگذار می‌کرد. با این حال، مقاومت در هر دو کشور در برابر مبادله ارضی قوی بود و این طرح جواب نداد.

### توافق آتش‌بس ۲۰۲۰
برقراری مجدد ارتباطات حمل و نقل در ماده ۹ توافقنامه آتش‌بس که در ۹ نوامبر ۲۰۲۰ در پایان جنگ قره باغ کوهستانی امضا شد، پیش‌بینی شده بود که در آن آمده بود:
تمامی ارتباطات اقتصادی و حمل و نقل در منطقه باید رفع انسداد شود. جمهوری ارمنستان امنیت ارتباطات حمل و نقل بین مناطق غربی جمهوری آذربایجان و جمهوری خودمختار نخجوان را به منظور ترتیب دادن تردد بدون مانع افراد، وسایل نقلیه و بار در هر دو جهت تضمین می‌کند. سرویس گارد مرزی سرویس امنیت فدرال روسیه مسئول نظارت بر ارتباطات حمل و نقل خواهد بود.
در دسامبر ۲۰۲۰، روسیه تمایل خود را برای اتصال نخجوان به بقیه آذربایجان از طریق یک خط ریلی که از طریق ارمنستان می‌گذرد، اعلام کرد. آذربایجان، ارمنستان و روسیه یک کارگروه سه جانبه برای رفع انسداد ارتباطات در منطقه تشکیل دادند. سرگئی لاوروف وزیر امور خارجه روسیه گفت که فعالیت این گروه در خدمت اجرای اقدامات اعتمادساز و حل مشکلات بشردوستانه خواهد بود و در رایزنی‌های سه جانبه منافع ترکیه و ایران در نظر گرفته شده است.
در ۳۱ دسامبر ۲۰۲۰، الهام علی اف، رئیس‌جمهور آذربایجان، برنامه‌های خود را برای ساخت یک خط راه‌آهن از هورادیز به زنگیلان اعلام کرد که از آنجا از کامیون‌ها برای انتقال کالا به نخجوان و ترکیه استفاده می‌کند که نشان دهنده یک ارتباط حمل و نقل بالقوه در آینده بین زنگیلان و نخجوان از طریق سیونیک است. به گفته علی اف، «دالان» در نهایت می‌تواند به بخشی از راه گذر حمل‌ونقل بین‌المللی شمال-جنوب تبدیل شود که ایران را از طریق آذربایجان و ارمنستان به روسیه متصل می‌کند، در حالی که ارمنستان یک خط ریلی به روسیه، ایران و احتمالاً به ترکیه خواهد داشت.
در ۱۴ ژانویه ۲۰۲۲، نیکول پاشینیان، نخست‌وزیر، یک گروه کاری برای بازسازی بخش یرساخ - مرز آذربایجان و بخش مرگری از راه‌آهن ارمنستان تشکیل داد. مشاور نخست‌وزیر آرتاشس تومانیان به عنوان رئیس این کارگروه منصوب شد.

### پروژه‌های ساختمانی مرتبط
در طول سال ۲۰۲۱، آذربایجان در مناطقی که پس از جنگ مجدداً کنترل آنها را به دست گرفت، در حال ساخت جاده‌ها و بخش راه‌آهن بوده است. مسئولان آن گفته‌اند که این پروژه‌های عمرانی در ارتباط با «دالان زنگزور» انجام شده است.

### درآمد طرح
درآمد این طرح سالانه چیزی بین ۵۰ تا ۱۰۰ میلیارد دلار تخمین زده می‌شود.

### توافقنامه صلح ۱۴۰۴
در ۱۷ مرداد ۱۴۰۴، توافقنامه صلح بین ارمنستان و آذربایجان، تحت نظارت رئیس‌جمهور ایالات متحده، دونالد ترامپ، امضاء شد. برطبق این توافقنامه، ایالات متحده، کنترل واقعی بر کریدور و توسعه زیرساخت‌های آن را به دست گرفت و این کریدور، بنام «دالان ترامپ» نامیده خواهد شد (نام کامل: «مسیر ترامپ برای صلح و رفاه بین‌المللی» یا «TRIPP» است). وجود این کریدور، امکان انتقال کالاها را به‌طور مستقیم، بین اروپا از سمت شرق را، بدون اتکا به روسیه، چین یا ایران، فراهم خواهد کرد.
این توافق، تهدیدی برای ایران به‌شمار می‌رود، زیرا حضور آمریکایی‌ها، مرزهای شمالی این کشور را به خطر می‌اندازد. دولت ایران این توافق را محکوم کرده و تهدید به مسدود کردن این کریدور کرده است، هرچند تحلیلگران معتقدند که ایران توانایی انجام این کار را ندارد.

## تحلیل‌ها

### به عنوان یک طرح پان ترکیستی

آذربایجان و ترکیه دیدگاه خود را در مورد «کریدور زنگزور» به عنوان وسیله ای برای «یکپارچگی جهان ترک» ترویج می‌کنند

علی اف هنگام میزبانی اردوغان در زنگلان در ۲۷ اکتبر ۲۰۲۱ گفت که «دالانی که قرار است از اینجا بگذرد، کل جهان ترک را متحد خواهد کرد». وی این موضوع را در نشست نمایندگان سازمان کشورهای ترک در ۱۲ نوامبر ۲۰۲۱ تکرار کرد و افزود: این کریدور برای کشورهای ترک به یک حلقه ارتباطی با اروپا تبدیل خواهد شد.
به گفته شیرین هانتر، دانشمند علوم سیاسی آمریکایی متولد ایران، ترکیه مدتهاست که در تلاش است تا با حذف دسترسی ایران به ارمنستان، ارتباط مستقیم با آذربایجان برقرار کند. هانتر توضیح می‌دهد که «ترکیه از دیرباز می‌خواست مسیر زمینی به آذربایجان و از آنجا به شمال ایران و آسیای مرکزی داشته باشد». وی افزود: اگر ترکیه تصمیم بگیرد که با حذف دسترسی ایران به ارمنستان، بلندپروازی دیرینه خود را برای ایجاد ارتباط مستقیم با جمهوری آذربایجان پیش ببرد، آنگاه خطر تشدید تنش افزایش خواهد یافت.
احمد کاظمی نویسنده کتاب امنیت در قفقاز جنوبی به شورای راهبردی روابط خارجی ایران گفت: «آذربایجان به بهانه ایجاد ارتباط در منطقه به دنبال ایجاد کریدور توهمی پان ترکیستی زنگزور در جنوب ارمنستان است. این کریدور با هیچ‌یک از واقعیت‌های جغراسیاسی و تاریخی کنونی منطقه سازگار نیست".
مسعود پزشکیان رئیس جمهور با دیدگاه‌های ترکیستی قوی، با وجود مخالفت شدید کارشناسان و مقامات ایرانی با احداث این دالان موافقت کرد و آن را «مسئله جزیی» خواند که با واکنش شدید بسیاری از کارشناسان و مردم مواجه شد. بعد از نهایی شدن این دالان در چارچوب توافقنامه صلح ارمنستان و جمهوری آذربایجان نیز او آن را بزرگنمایی رسانه ای دانست.

### به عنوان راه حلی برای محاصره
به عقیده توماس دووال، روزنامه‌نگار سابق و یکی از اعضای ارشد کارنگی اروپا، «مزایای اقتصادی گشایش مسیرهای حمل‌ونقل بسته در قفقاز جنوبی، از جمله آنچه در توافقنامه آتش‌بس نوامبر ۲۰۲۰ بین ارمنستان و آذربایجان آمده است می‌تواند به همه کشورهای منطقه و همچنین روسیه، ترکیه و ایران گسترش یابد. اما سیاست در داخل منطقه و بین قدرت‌های همسایه آن به دلیل کمبود اعتماد همچنان دشوار است. به گفته دووال، «نگرانی‌های امنیتی همچنین طرح‌هایی را برای بازگشایی مسیر مهم حمل‌ونقل در جنوب ارمنستان به و از منطقه نخجوان آذربایجان به وجود آورده است. آذربایجان و ترکیه در حال حاضر از طریق راه‌آهن باکو - تفلیس - قارص از درون گرجستان از طریق جاده به هم متصل شده‌اند. نتیجه مهم یک مسیر جدید از طریق جنوب ارمنستان، رفع انزوای نخجوان و بهبود اقتصاد آن خواهد بود. فراتر از آن، این مسیر تنها در صورتی اهمیت بیشتری پیدا می‌کند که ترافیک در سراسر آن تحت نظارت و کنترل حداقلی باشد. ارمنستان به نوبه خود اصرار دارد که خواهان ایجاد یک "دالان " درون قلمروی خود که هیچ کنترلی بر آن نداشته باشد نیست و در این موضع مورد حمایت ایران قرار دارد.
مایکل روبین، محقق ارشد در اندیشکده راست‌گرای موسسه امریکن انترپرایز (AEI)، نوشت که روسای جمهور ترکیه و آذربایجان در تلاش هستند تا بند مربوط به رفع انسداد ارتباطات منطقه‌ای در توافقنامه آتش‌بس سه‌جانبه را با تفسیر آن به‌عنوان اعطای یک دالان تقسیم‌کننده حاکمیت قلمرو ی ارمنستان به آنها و نادیده گرفتن جمله اول بند در مورد رفع انسداد ارتباطات اقتصادی و حمل و نقل در سراسر منطقه بازتعریف کنند. روبین این تفسیر مجدد را ناموجه و نامشروع خواند و استدلال کرد که رفع محاصره مضاعف ارمنستان به منظور کاهش وابستگی ارمنستان به روسیه و ایران بهترین راه برای پیشبرد این وضعیت خواهد بود. به گفته وی، «در حالی که ترکیه امیدوار است کامیون‌هایش بتوانند از طریق زنگزور به ارمنستان حرکت کنند، خودروهای ارمنی نیز باید بتوانند از ایروان به استانبول بروند. اگر ترک‌ها امیدوارند از تجارت بدون مانع با آسیای مرکزی تا مرز چین بهره‌مند شوند، پس ارامنه در آرتساخ باید از همان تجارت بدون مانع از طریق ترکیه تا فرانسه یا بریتانیا بهره‌مند شوند.
به گفته استیون بلنک، کارشناس ارشد برنامه اوراسیا مؤسسه تحقیقات سیاست خارجی، دالان زنگزور به عنوان راه بهینه برای دور زدن «محاصره مسیرهای عرضه جهانی» روسیه برجسته است. پذیرش ارمنستان همچنین تعهد این کشور به مشارکت با غرب را تأیید می‌کند.

### آسیب به منافع ملی ایران
خبرگزاری مهر در تحلیل خود می‌نویسد: «این اقدام با منافع جمهوری اسلامی ایران همخوانی ندارد و همچنین باتوجه به حذف جمهوری اسلامی ایران از تمامی معادلات انرژی و ترانزیت منطقه، می‌بایست جمهوری اسلامی ایران به‌طور رسمی طرح چنین ادعاهایی را محکوم کند.»
سید علی خامنه‌ای رهبر جمهوری اسلامی ایران در دیدار با نیکول پاشینیان نخست‌وزیر ارمنستان در ۹ مرداد ۱۴۰۳ به وی گفت: «جمهوری اسلامی ایران مسیر زنگزور را به ضرر ارمنستان می‌داند و همچنان بر این موضع خود ایستادگی دارد.»

## یادداشت
1. ↑  With the exception of Armenia conceding to Azerbaijani flights over its territory.[۱۰]